# Wayne Ellington
Pour les articles homonymes, voir Ellington.
Wayne Robert Ellington Jr., né le 29 octobre 1987 à Wynnewood (en) en Pennsylvanie, est un joueur américain de basket-ball. Il mesure 1,93 m et évolue au poste d'arrière.

## Biographie

### Carrière universitaire
Il joue trois saisons dans l'équipe universitaire des Tar Heels de la Caroline du Nord avec qui il gagne le championnat NCAA 2009 et est nommé meilleur joueur du tournoi NCAA. Il se présente ensuite à la draft 2009 de la NBA.

### Carrière professionnelle

#### Timberwolves du Minnesota (2009-2012)
Le 25 juin 2009, il est sélectionné en 28e position par les Timberwolves du Minnesota.

#### Grizzlies de Memphis (2012-jan. 2013)
Le 24 juillet 201, il est transféré aux Grizzlies de Memphis en échange de Dante Cunningham.

#### Cavaliers de Cleveland (jan. - juil. 2013)
Le 22 janvier 2013, il est transféré aux Cavaliers de Cleveland, avec Josh Selby, Marreese Speights et un premier tour de draft 2015 contre Jon Leuer.

#### Mavericks de Dallas (2013-2014)
Le 26 juillet 2013, il signe un contrat avec les Mavericks de Dallas.

#### Lakers de Los Angeles (2014-2015)
Le 25 juin 2014, il est transféré aux Knicks de New York, avec Jose Manuel Calderon, Samuel Dalembert, Shane Larkin, deux seconds tours de draft 2014 en échange de Tyson Chandler et Raymond Felton.
Le 6 août 2014, il est transféré aux Kings de Sacramento avec Jeremy Tyler en échange de Quincy Acy et Travis Outlaw. Le 2 septembre 2014, il devient agent libre.
Le 22 septembre 2014, il signe un contrat avec les Lakers de Los Angeles. Le 1er juillet 2015, il devient agent libre.

#### Nets de Brooklyn (2015-2016)
Le 9 juillet 2015, il signe un contrat avec les Nets de Brooklyn. Le 1er juillet 2016, il devient agent libre.

#### Heat de Miami (2016-fév. 2019)
Le 10 juillet 2016, il signe chez le Heat de Miami.

#### Pistons de Détroit (fév. - juil. 2019)
Le 6 février 2019, il est échangé aux Suns de Phoenix en compagnie de Tyler Johnson en échange de Ryan Anderson. Le lendemain, il est coupé  afin d'être libre de s'engager où il le souhaite.
Le 9 février 2019, il s'engage avec les Pistons de Détroit.

#### Knicks de New York (2019-2020)
Le 1er juillet 2019, il signe pour deux saisons avec les Knicks de New York.

#### Retour chez les Pistons de Détroit (2020-2021)
À l'intersaison 2020, Wayne revient chez les Pistons de Détroit pour un contrat d'un an et 2,6 millions de dollars.

#### Lakers de Los Angeles (2021-2022)
Lors du marché des agents libres, il signe pour une saison avec les Lakers de Los Angeles.

## Statistiques
Légende : gras = ses meilleures performances

### Universitaires
| Saison    | Équipe         | Matchs | Titul. | Min./m | % Tir | % 3pts | % LF | Rbds/m. | Pass/m. | Int/m. | Ctr/m. | Pts/m. |
| --------- | -------------- | ------ | ------ | ------ | ----- | ------ | ---- | ------- | ------- | ------ | ------ | ------ |
| 2006-2007 | North Carolina | 38     | 37     | 23,9   | 43,2  | 37,1   | 83,6 | 2,87    | 2,08    | 0,76   | 0,03   | 11,71  |
| 2007-2008 | North Carolina | 39     | 38     | 31,2   | 46,9  | 40,0   | 82,6 | 4,46    | 2,00    | 1,10   | 0,18   | 16,64  |
| 2008-2009 | North Carolina | 38     | 37     | 30,3   | 48,0  | 41,1   | 78,0 | 4,92    | 2,63    | 0,97   | 0,16   | 15,66  |
| Carrière  | Carrière       | 115    | 112    | 28,5   | 46,2  | 39,5   | 81,0 | 4,09    | 2,23    | 0,95   | 0,12   | 14,69  |

### Professionnelles

#### Saison régulière NBA
| Saison     | Équipe      | Matchs | Titul. | Min./m | % Tir | % 3pts | % LF | Rbds/m. | Pass/m. | Int/m. | Ctr/m. | Pts/m. |
| ---------- | ----------- | ------ | ------ | ------ | ----- | ------ | ---- | ------- | ------- | ------ | ------ | ------ |
| 2009-2010  | Minnesota   | 76     | 1      | 18,2   | 42,4  | 39,5   | 87,1 | 2,09    | 0,97    | 0,26   | 0,07   | 6,64   |
| 2010-2011  | Minnesota   | 62     | 8      | 19,1   | 40,3  | 39,7   | 79,2 | 1,74    | 1,16    | 0,45   | 0,05   | 6,61   |
| 2011-2012* | Minnesota   | 51     | 4      | 19,1   | 40,4  | 32,4   | 80,0 | 1,94    | 0,65    | 0,51   | 0,20   | 6,10   |
| 2012-2013  | Memphis     | 40     | 4      | 16,9   | 40,7  | 42,3   | 93,8 | 1,30    | 1,05    | 0,40   | 0,03   | 5,45   |
| 2012-2013  | Cleveland   | 38     | 17     | 25,9   | 43,9  | 37,1   | 89,8 | 3,00    | 1,63    | 0,76   | 0,05   | 10,42  |
| 2013-2014  | Dallas      | 45     | 1      | 8,7    | 43,7  | 42,4   | 90,9 | 0,96    | 0,42    | 0,36   | 0,04   | 3,22   |
| 2014-2015  | L.A. Lakers | 65     | 36     | 25,8   | 41,2  | 37,0   | 81,2 | 3,23    | 1,62    | 0,51   | 0,03   | 10,00  |
| 2015-2016  | Brooklyn    | 76     | 41     | 21,2   | 38,9  | 35,8   | 85,7 | 2,29    | 1,09    | 0,63   | 0,07   | 7,71   |
| 2016-2017  | Miami       | 62     | 13     | 24,2   | 41,6  | 37,8   | 86,0 | 2,13    | 1,13    | 0,56   | 0,06   | 10,45  |
| 2017-2018  | Miami       | 77     | 2      | 26,5   | 40,7  | 39,2   | 85,9 | 2,83    | 1,03    | 0,69   | 0,10   | 11,22  |
| 2018-2019  | Miami       | 25     | 12     | 21,3   | 37,5  | 36,8   | 87,5 | 1,88    | 1,16    | 0,96   | 0,12   | 8,36   |
| 2018-2019  | Détroit     | 28     | 26     | 27,3   | 42,1  | 37,3   | 75,8 | 2,14    | 1,54    | 1,07   | 0,11   | 12,00  |
| 2019-2020  | New York    | 36     | 1      | 15,5   | 35,1  | 35,0   | 84,6 | 1,81    | 1,22    | 0,36   | 0,11   | 5,08   |
| 2020-2021  | Détroit     | 46     | 31     | 22,0   | 44,1  | 42,2   | 80,0 | 1,85    | 1,46    | 0,39   | 0,20   | 9,61   |
| 2021-2022  | L.A. Lakers | 43     | 9      | 18,8   | 41,4  | 38,9   | 81,8 | 1,79    | 0,70    | 0,53   | 0,12   | 6,67   |
| Carrière   | Carrière    | 770    | 206    | 20,9   | 41,0  | 38,2   | 84,3 | 2,13    | 1,11    | 0,54   | 0,09   | 8,04   |

Note: * Cette saison a été réduite de 82 à 66 matchs en raison du Lock out.

#### Playoffs NBA
| Saison | Équipe  | Matchs | Titul. | Min./m | % Tir | % 3pts | % LF  | Rbds/m. | Pass/m. | Int/m. | Ctr/m. | Pts/m. |
| ------ | ------- | ------ | ------ | ------ | ----- | ------ | ----- | ------- | ------- | ------ | ------ | ------ |
| 2014   | Dallas  | 2      | 0      | 6,8    | 33,3  | 33,3   | 100,0 | 1,00    | 1,00    | 0,00   | 0,00   | 4,00   |
| 2018   | Miami   | 5      | 0      | 20,1   | 34,3  | 40,0   | 100,0 | 1,60    | 0,60    | 0,40   | 0,40   | 7,80   |
| 2019   | Détroit | 4      | 4      | 32,8   | 31,4  | 31,8   | 100,0 | 3,75    | 1,25    | 0,75   | 0,00   | 7,75   |
| Total  | Total   | 11     | 4      | 22,3   | 32,9  | 36,2   | 100,0 | 2,27    | 0,91    | 0,45   | 0,18   | 7,09   |

## Records sur une rencontre en NBA
Les records personnels de Wayne Ellington en NBA sont les suivants, :
| Type de statistique        | Saison régulière | Saison régulière        | Saison régulière | Playoffs | Playoffs           | Playoffs      |
| Type de statistique        | Record           | Adversaire              | Date             | Record   | Adversaire         | Date          |
| -------------------------- | ---------------- | ----------------------- | ---------------- | -------- | ------------------ | ------------- |
| Points                     | 32               | Raptors de Toronto      | 11 avril 2018    | 13       | Bucks de Milwaukee | 20 avril 2019 |
| Paniers marqués            | 12               | 2 fois                  | 2 fois           | 4        | Bucks de Milwaukee | 20 avril 2019 |
| Paniers tentés             | 20               | Wizards de Washington   | 27 janvier 2015  | 10       | 3 fois             | 3 fois        |
| Paniers à 3 points réussis | 8                | 3 fois                  | 3 fois           | 3        | 4 fois             | 4 fois        |
| Paniers à 3 points tentés  | 17               | @ Kings de Sacramento   | 14 mars 2018     | 8        | 2 fois             | 2 fois        |
| Lancers francs réussis     | 6                | 3 fois                  | 3 fois           | 2        | 3 fois             | 3 fois        |
| Lancers francs tentés      | 6                | 5 fois                  | 5 fois           | 2        | 3 fois             | 3 fois        |
| Rebonds offensifs          | 3                | 5 fois                  | 5 fois           | 1        | 4 fois             | 4 fois        |
| Rebonds défensifs          | 8                | Pistons de Détroit      | 3 janvier 2018   | 4        | Bucks de Milwaukee | 20 avril 2019 |
| Rebonds totaux             | 10               | @ Jazz de l'Utah        | 25 février 2015  | 5        | Bucks de Milwaukee | 20 avril 2019 |
| Passes décisives           | 6                | Thunder d'Oklahoma City | 1er mars 2015    | 2        | 3 fois             | 3 fois        |
| Interceptions              | 5                | Hawks d'Atlanta         | 27 novembre 2018 | 2        | Bucks de Milwaukee | 20 avril 2019 |
| Contres                    | 2                | 4 fois                  | 4 fois           | 1        | 2 fois             | 2 fois        |
| Balles perdues             | 5                | 2 fois                  | 2 fois           | 2        | 2 fois             | 2 fois        |
| Minutes jouées             | 46               | Bulls de Chicago        | 29 janvier 2015  | 39       | Bucks de Milwaukee | 20 avril 2019 |

- Double-double : 1
- Triple-double : 0

Dernière mise à jour : 17 juillet 2022